# Świadkowie Jehowy na Kubie

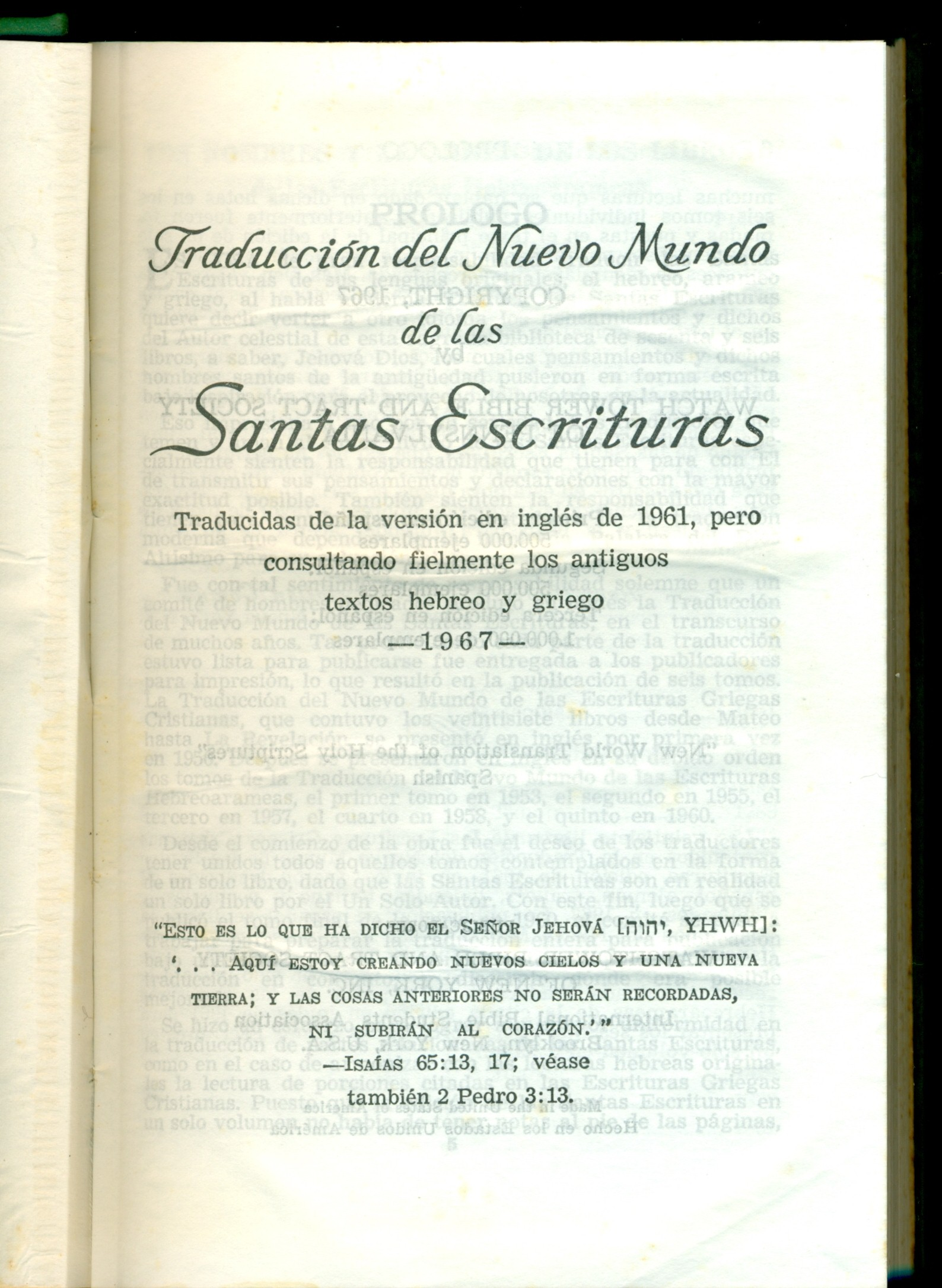
Pismo Święte w Przekładzie Nowego Świata (wyd. w języku hiszpańskim z 1967 r.)

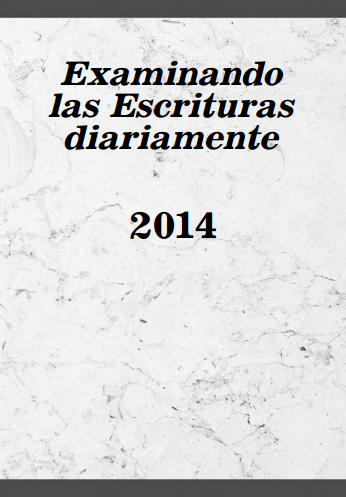
Jedna z publikacji Świadków Jehowy w języku hiszpańskim

Świadkowie Jehowy na Kubie – społeczność wyznaniowa na Kubie, należąca do ogólnoświatowej wspólnoty Świadków Jehowy, licząca w 2023 roku 87 907 głosicieli, należących do 1366 zborów. Na dorocznej uroczystości Wieczerzy Pańskiej w 2023 roku zgromadziły się 194 684 osoby. Działalność miejscowych głosicieli koordynuje Biuro Oddziału w Hawanie.

## Historia

### Początki
Działalność głoszenia na Kubie rozpoczęto w 1910 roku. 2 marca 1913 roku w trakcie południowej podróży misyjnej w Hawanie przemawiał Charles Taze Russell. W roku 1918 rozpoczęto regularną działalność kaznodziejską. Pierwszy zbór założono w roku 1922, a na kongres urządzony w Palma Soriano w prowincji Oriente przybyło wtedy 100 osób. W 1930 roku działalność kontynuowano za pomocą nagrań gramofonowych. W 1932 w Hawanie za pośrednictwem stacji radiowej przemawiał Joseph Franklin Rutherford, a jego wykład retransmitowano w języku hiszpańskim. W 1936 roku 40 głosicieli prowadziło działalność wśród ludności angielskojęzycznej.
W latach 40. XX wieku nadawano codzienne audycje radiowe o naukach tego wyznania. We wrześniu 1942 roku w stolicy zorganizowano kongres pod hasłem „Nowy świat”; uczestniczyło w nim 828 osób. W 1943 roku dotarło pierwszych 12 misjonarzy, absolwentów Szkoły Gilead. W roku 1944 przyjechali na Kubę Nathan H. Knorr, Frederick W. Franz, William E. Van Amburgh i Milton G. Henschel. W tym czasie w Hawanie odbył się kongres pod hasłem „Zjednoczeni głosiciele”. Działało około 950 głosicieli, pod koniec roku 1944 – 1260, a dwa lata później – już 1894. W roku 1945 na Kubę przybyli kolejni misjonarze, którzy działali w Santa Clara. W 1946 roku wyspę odwiedził Nathan Knorr. W roku 1948 w kraju działało 4782 głosicieli. W Hawanie zorganizowano zgromadzenie okręgowe.
W 1950 roku w stolicy zorganizowano kongres pod hasłem „Rozrost Teokracji” z udziałem 7820 osób. W roku 1951 program kongresu pod hasłem „Czyste wielbienie” transmitowały kubańskie rozgłośnie radiowe CMQ, CMBC i RHC. W roku 1951 zanotowano liczbę 10 057 głosicieli, z tego w stolicy około 3500. W roku 1953 nadzorcą oddziału został Cecil Goff, absolwent 21. klasy Szkoły Gilead. W roku 1959 na wyspie działało 12 140 Świadków Jehowy, a wśród nich 22 misjonarzy. W roku 1961 wizytę na wyspie złożył członek Ciała Kierowniczego Świadków Jehowy Milton Henschel. Pod koniec 1963 roku wydalono z kraju nadzorcę oddziału Cecila Goffa oraz ostatnich misjonarzy. W latach 1959 do 1965 liczba głosicieli wzrosła z 12 000 do 18 078. Ze względu na nieangażowanie się w działalność polityczną wiele Sal Królestwa zamknięto, a niektóre spalono. Pod koniec lat 60. XX wieku Świadkom Jehowy utrudniano spotykanie się na zebraniach chrześcijańskich. Nierzadkie były wypadki konfiskaty literatury biblijnej, a także pobicia Świadków Jehowy.

### Zakaz
W roku 1974 rząd wprowadził zakaz działalności wyznania. Kubańscy Świadkowie Jehowy rozpoczęli prowadzenie działalności nieoficjalnie. Wielu wyznawców za prowadzenie działalności religijnej, neutralność w sprawach politycznych oraz odmowę służby wojskowej wtrącano do więzień lub skazywano na prace przymusowe w obozach pracy. Następował wielki wzrost liczby wyznawców. W latach 1974–1976 wtrącono do więzienia około tysiąca matek i ojców, ponieważ ich dzieci nie pozdrawiały flagi kubańskiej. W latach 80. XX wieku wielu kubańskich wyznawców udało się na uchodźstwo do Stanów Zjednoczonych.

### Większe swobody religijne
W latach 90. XX wieku od rządu uzyskano zgodę na dostarczenie na Kubę najpierw 500 egzemplarzy Biblii, a później kolejnych 27 500 egzemplarzy.
W roku 1994 rząd kubański zezwolił przedstawicielowi Towarzystwa Strażnica na złożenie wizyty w tym kraju. Wyznawcy mogli się odtąd zgromadzać w grupach liczących do 150 osób. Na Kubie znowu otwarto Dom Betel w hawańskiej dzielnicy Playa. Chociaż ta działalność religijna nie została jeszcze prawnie uznana, pozwolono im korzystać z dawniej zajmowanych budynków, w tym Sal Królestwa oraz na drukowanie własnych publikacji. W roku 1995 kongresy pod hasłem „Bojaźń Boża” odbyły się w przeszło 1000 miejsc.
W roku 1996 zanotowano liczbę ponad 70 000 głosicieli. W roku 1998 władze kubańskie wyraziły zgodę na wizytę – w dniach od 1 do 8 grudnia – międzynarodowej delegacji 18 Świadków Jehowy (z Australii, z Austrii, z Belgii, z Nowej Zelandii, z Portoryko, z Wielkiej Brytanii, z Włoch i ze Stanów Zjednoczonych), w tym 3 członków Ciała Kierowniczego (William Lloyd Barry, John E. Barr i Gerrit Lösch) i odbyły się trzy duże kongresy pod hasłem „Boża droga życia” w trzech kubańskich miastach: w Hawanie, Camagüey i Holguín, w których przemówienia wygłaszali m.in. wspomniani delegaci. Zgromadzenia odbywały się w odkrytych obiektach zbudowanych przez Świadków Jehowy za zgodą władz.
W 1998 roku było już ponad 82 tysiące głosicieli, a w roku 2008 – ponad 90 tysięcy. 
W 2011 roku na Pamiątkę przybyły 236 584 osoby (ok. 2,1% mieszkańców). We wrześniu 2015 roku 100 kubańskich delegatów brało udział w kongresie specjalnym pod hasłem „Naśladujmy Jezusa!” w Medellín w Kolumbii. W 2011 roku zostały wydane pierwsze publikacje Świadków Jehowy w kubańskim języku migowym. W sierpniu 2016 roku delegacja Świadków Jehowy z Kuby brała udział w kongresie specjalnym pod hasłem „Lojalnie trwajmy przy Jehowie!” w San Juan w Portoryko.
W roku 2014 działało ponad 96 tysięcy głosicieli, w tym 9040 pionierów stałych. 270 niesłyszących głosicieli należało wtedy do zborów posługujących się kubańskim językiem migowym.
W 2017 roku zorganizowano pomoc humanitarną dla poszkodowanych przez huragan Irma. W 2019 roku delegacja z Kuby brała udział w kongresie międzynarodowym pod hasłem „Miłość nigdy nie zawodzi!” w ekwadorskim Guayaquil. 
W 2020 roku głosiciele prowadzili przeszło 135 tysięcy bezpłatnych kursów  biblijnych.
We wrześniu 2022 roku zorganizowano pomoc humanitarną dla poszkodowanych przez huragan Ian. W kolejnych miesiącach przeprowadzono program odbudowy zniszczonych obiektów.
20 stycznia 2024 roku podczas specjalnego programu w Sali Zgromadzeń w Hawanie (Guanabacoa) ogłoszono wydanie Ewangelii według Mateusza i Marka w kubańskim języku migowym. Językiem tym posługiwało się 756 głosicieli należą do 28 zborów i 10 grup kubańskiego języka migowego. W październiku 2024 roku zorganizowano pomoc humanitarną dla poszkodowanych przez huragan Oscar. W 2024 roku delegacje z Kuby brały udział w kongresach specjalnych pod hasłem „Głośmy dobrą nowinę!” w Chile i Stanach Zjednoczonych.
Miejscowe Biuro Oddziału tłumaczy literaturę biblijną na kubański język migowy.